# 쑤기미
쑤기미(devil stinger, lumpfish)는 페르카목 쑤기미과에 속하는 물고기이다. 동중국해 등에서 산다. 몸은 20~30cm정도이다. 주로 작은 물고기들을 먹는다. 생김새는 원통형이고, 암갈색이며, 배가 불룩하다. 매우 강한 독을 가지고 있다.

## 명칭
지방마다 다른 이름으로 불리고 있다. 통영군 봉암도 일대에서는 쑤기미, 거제도 성포에서는 쑥쑤기미, 여수에서는 쐬미, 통영에서는 창쑤기미 혹은 바다쑤기미, 제주에서는 미역치, 몽금포에서는 범치라고 불린다. 대천에서는 노랑범치라고도 불린다.
정약전(丁若銓)의 『자산어보(茲山魚譜)』에서는 손치어 혹은 석어, 중국에서는 노호어(老虎魚), 일본에서는 오니오코제(オニオコゼ, 鬼鰧 혹은 鬼虎魚) 혹은 오코제(オコゼ, 鰧 혹은 虎魚)라고 불린다.

## 분포 및 생태
북서태평양 일대 지역 분포하여, 우리나라 전 연안, 일본 연안, 동중국해, 남중국해에 서식한다.
해외에서는 일본 중부이남, 동중국해 및 남중국해, 말라야 군도, 인도양 홍해 및 남양 군도, 하와이 등에 서식한다. 일본의 경우 간토(關東) 지방 이남 태평양 일대, 니이가타(新潟) 현 이남 동해 일대 및 동중국해(東中國海) 일대에 분포한다. 난류에 사는 어종이다.
연안성 어종이며 내만으로부터 수심 200m까지의 모래진흙에 주로 서식한다. 새우류, 갑각류, 작은 물고기를 먹고 산다.

## 형태
전체 몸 길이는 20cm 정도이고 몸통은 가늘고 길다. 몸 색깔은 환경에 따라서 바뀐다. 연안에 서식하는 것은 흑갈색이나 유백색이며, 깊은 곳에 사는 것은 적색이 강하고, 심해에 사는 것은 황색이다.
이빨은 없으나 이빨띠가 있고, 등에는 독이 있는 가시기 있다. 등지느러미는 17개의 가시, 뒷지느러미는 가시가 2개, 배지느러미는 가시가 1개 있다. 비늘이 없고 옆줄에 15-17개의 돌기가 나 있다.